# Грязивец (Чаусский район)
Грязи́вец (бел. Гразі́вец) — деревня в составе Волковичского сельсовета Чаусского района Могилёвской области Республики Беларусь.

## История
Самое раннее известное упоминание в исторических источниках в 1604 г. как село в Осовецкой волости Могилёвского староства-экономии.
В 1865 году в составе Кутнянской волости Быховского уезда Могилевской губернии, позднее - в Долгомохской волости. В 1913 году действовала церковно-приходская школа.

## Население
- 1856 год — 252 человека (14 духовных, 227 помещичьих, 11 военных)[6];
- 1886 год — 316 человек (40 дворов)[7];
- 1910 год — 675 человек (106 дворов), из которых 350 мужчин и 325 женщин[8];
- 2023 год — 17 человек

## Известные уроженцы и жители
- Носович, Иван Иванович (1788—1877) — белорусский и русский этнограф, фольклорист и лексикограф, составитель «Словаря белорусского наречия».